# علي هزازي (لاعب كرة قدم مواليد يناير 1994)
علي هزازي (بالإنجليزية: َ Ali Hazazi)‏؛ مواليد 15 يناير 1994 في، السعودية، هو لاعب كرة قدم سعودي يلعب في نادي طبرجل.

## مسيرة اللاعب
لعب في الفئات السنية في نادي القادسية و لعب بعدها مع نادي الخليج ونادي النهضة ونادي الغوطة ونادي الهلالية ونادي طبرجل.